# Czekolada

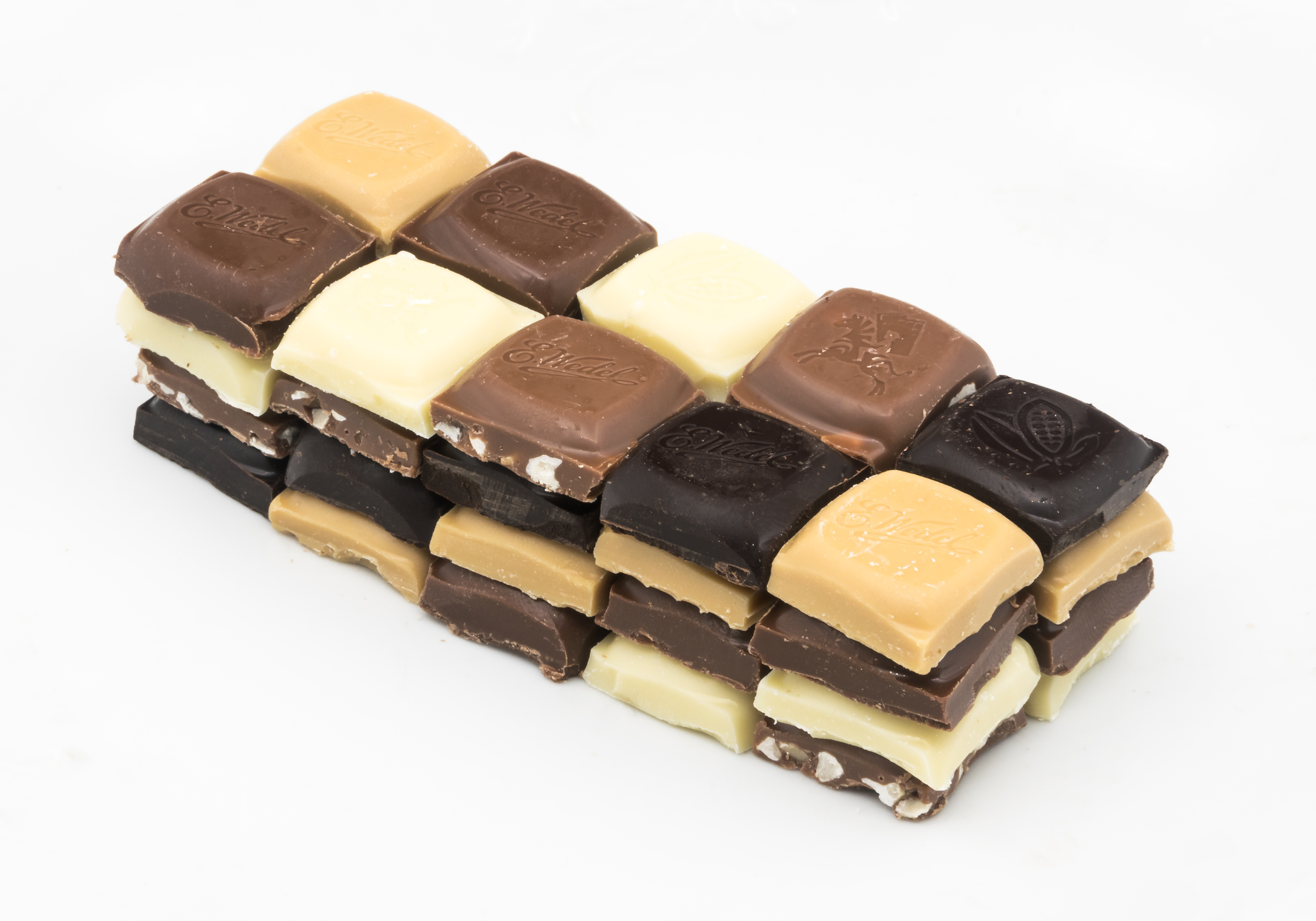
Kostki czekolady mlecznej, białej, gorzkiej, karmelowej oraz z orzechami

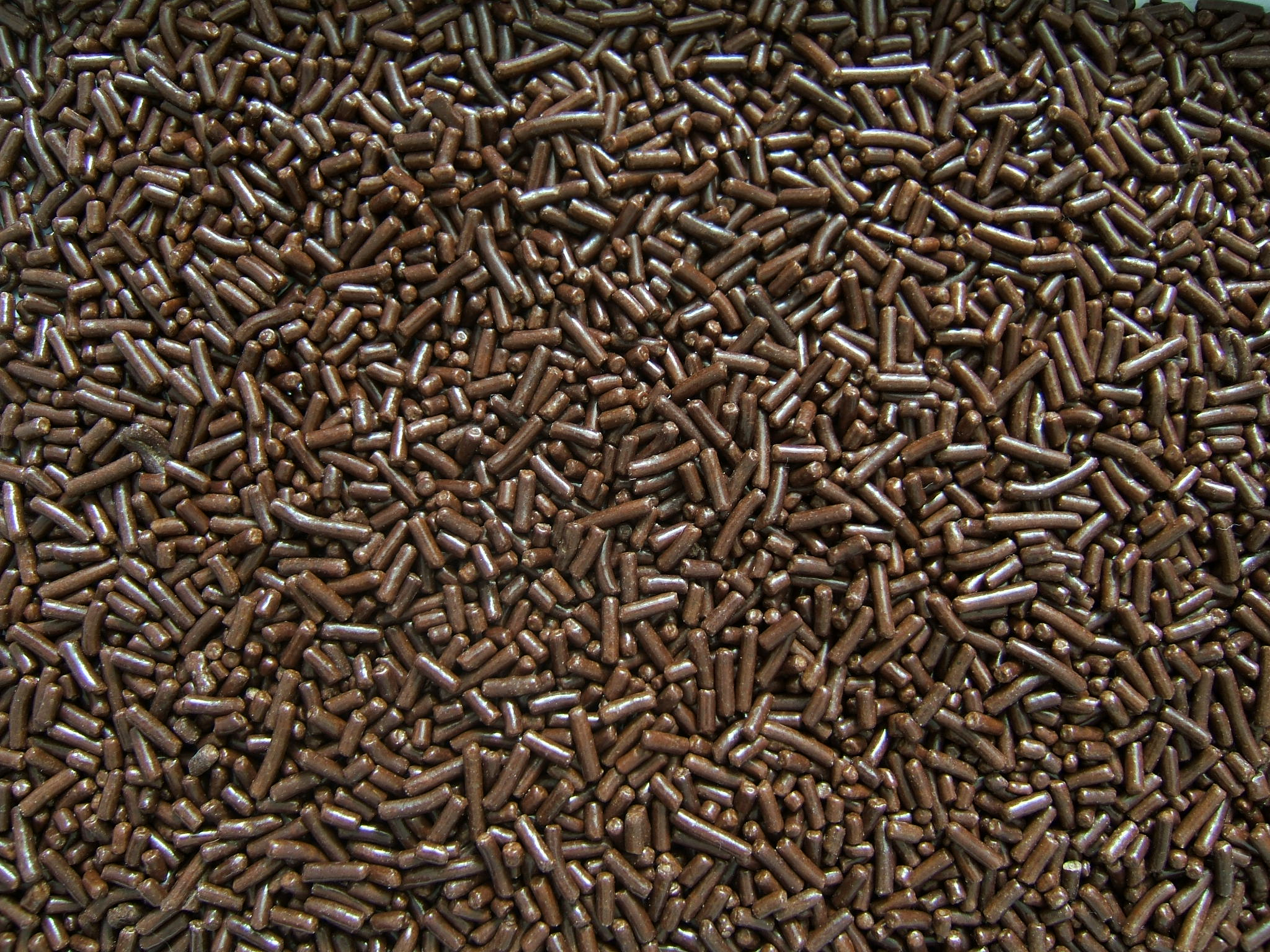
Posypka czekoladowa

Czekolada – wyrób cukierniczy sporządzany z miazgi kakaowej, tłuszczu kakaowego (masło kakaowe) lub innego tłuszczu roślinnego, środka słodzącego i innych dodatków, a w przypadku czekolady mlecznej także z mleka. Według dyrektywy 2000/36/WE czekoladę definiuje się jako wyrób otrzymywany z wyrobów kakaowych i cukrów, który zawiera nie mniej niż 35% suchej masy kakaowej ogółem, w tym nie mniej niż 14% suchej odtłuszczonej masy kakaowej. W celu uzyskania miazgi kakaowej i tłuszczu kakaowego, ziarna kakaowca poddaje się fermentacji, suszy i rozciera. Kolejnym etapem produkcji jest konszowanie.
Światowy Dzień Gorzkiej Czekolady (Goryczki) obchodzony jest 7 lipca. W Polsce świętowany jest Dzień Czekolady wypadający 12 kwietnia.

## Historia

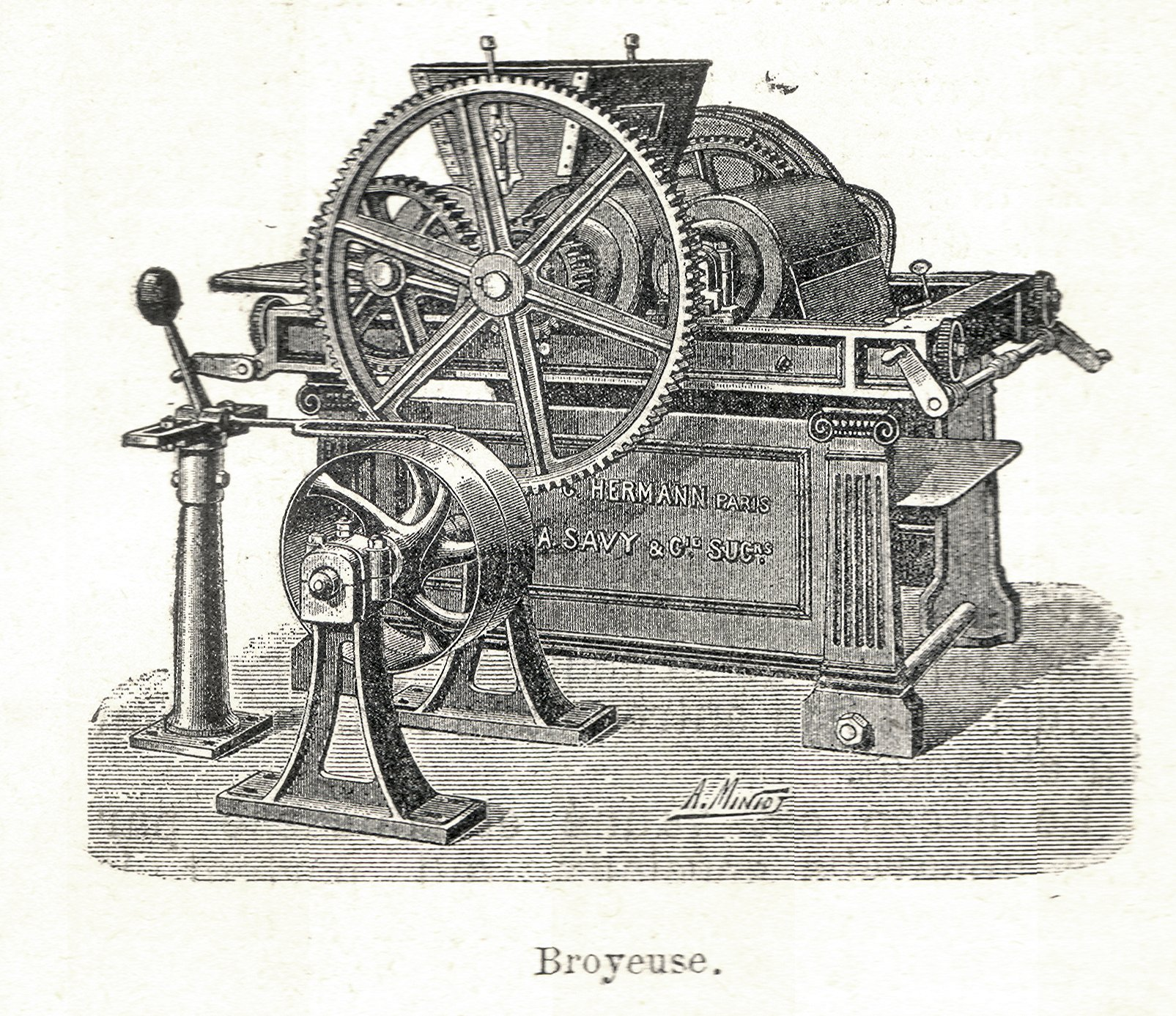
Historyczna maszyna do produkcji czekolady

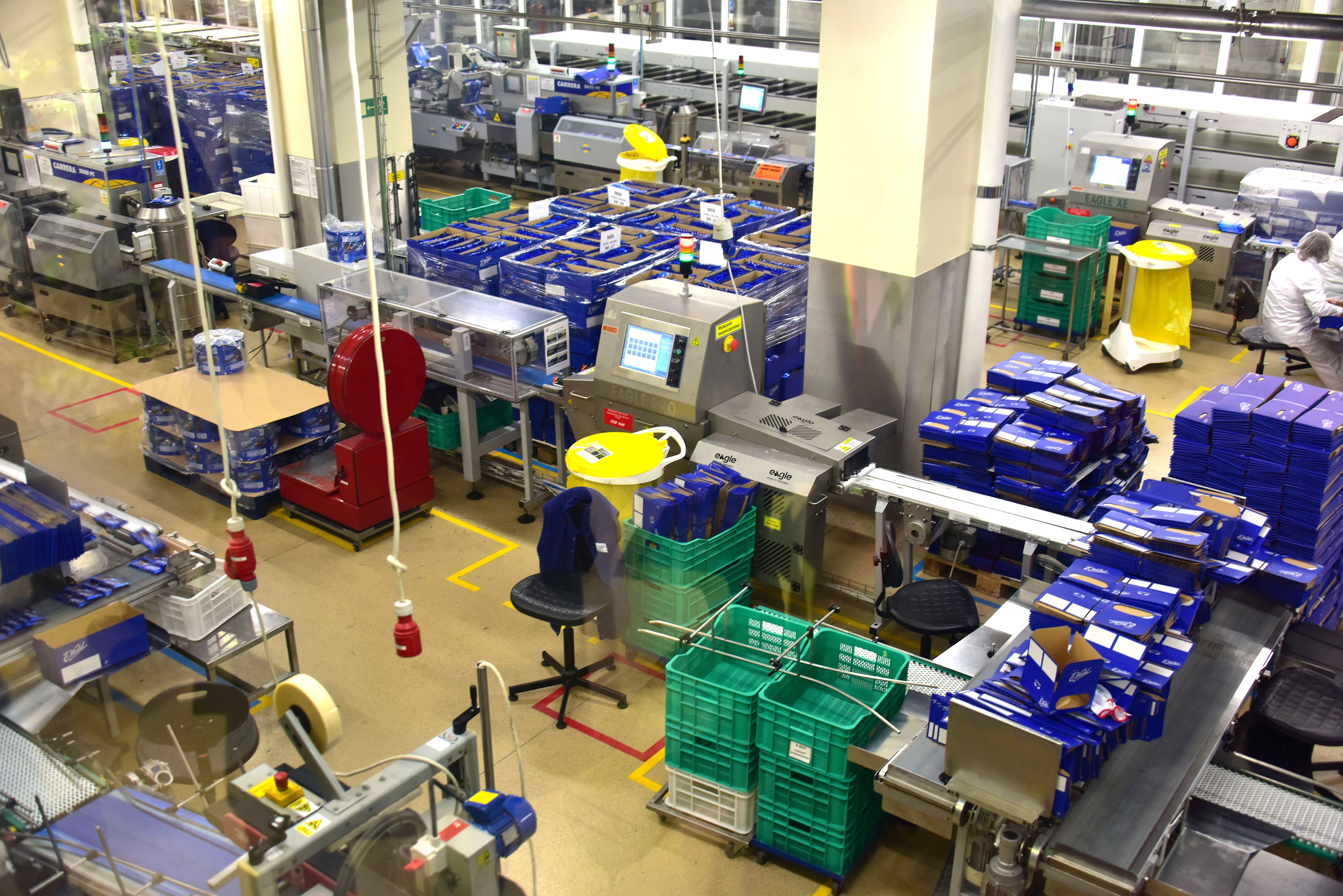
Fragment linii produkcyjnej czekolady w zakładzie Lotte Wedel w Warszawie

### Majowie i Aztekowie
Nasiona kakaowca właściwego początkowo były wykorzystywane przez Majów do produkcji napoju dla najbogatszych o nazwie Xococalit (z nahuatl xocolatl IPA [ʃoˈkola:t͡ɬ] – gorzka woda). Napój ten był również wykorzystywany podczas modłów i odpraw rytualnych. Xococalit był przyrządzany z roztartych ziaren kakaowca z miodem, chili bądź z kukurydzą. W celu uzyskania pianki przelewali napój z naczynia do naczynia.
Aztekowie rozdrabniali nasiona kakaowca, by produkować zimny napój z kukurydzą, chili, miodem, wanilią oraz z suszonymi płatkami kwiatów nadających różną barwę napojom.

### Europa (XVII w. – obecnie)
Dzięki odkryciu Ameryki przez Krzysztofa Kolumba nasiona kakaowca mogły zostać przewiezione do Europy. Nie zachwyciły jednak dworu hiszpańskiego, ponieważ Europejczycy nie wiedzieli, jak je wykorzystać. Uwagę na nasiona kakaowca zwrócił Hernán Cortés, gdy w 1518 roku odkrył silos zawierający 100 milionów ziaren kakaowca, posortowanych w 40 tys. składowanych ładunków. Jednak dopiero w XVII wieku popularne stały się roztarte ziarna kakaowca, które zostały zalane ciepłą wodą z dodatkiem cukru.
W 1828 Casparus van Houten Senior opatentował metodę proszkowania nasion kakaowca a jego syn wynalazł proces alkalizowania czekolady zwany dutchingiem. Francis Fry z połączonego kakao, cukru i rozpuszczonego tłuszczu kakaowego wylanego do formy uzyskał pierwszą tabliczkę czekolady. Konszowanie czekolady zostało wynalezione przez Rudolphe’a Lindta.

## Rodzaje czekolady
Czekoladę można podzielić na 3 grupy: pełne, nadziewane, do picia. Kuwertura zaliczana jest do półproduktów cukierniczych.

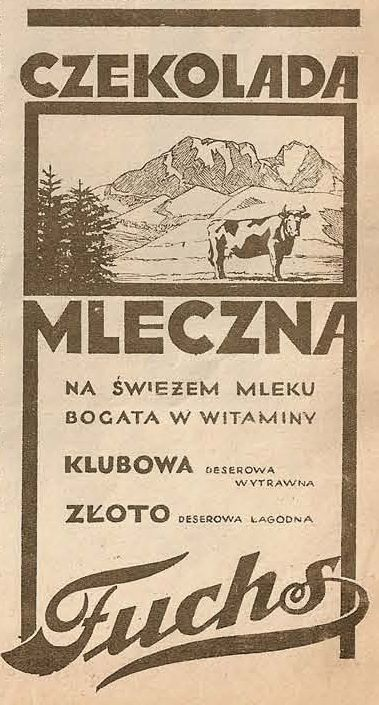
Opakowanie czekolady z 1931

| Zdjęcie | Typ      | Skład |
| ------- | -------- | --- |
|         | Gorzka   | Składa się z masła kakaowego, proszku kakaowego i cukru, czasem z niewielką domieszką wanilii. Zawiera przynajmniej 70% produktów z miazgi kakaowej i powinna być przygotowywana w temperaturze 31,1–32,7 °C. Zawiera 2–5 razy więcej teobrominy niż mleczna. |
|         | Deserowa | W jej skład wchodzą miazga kakaowa, cukier, lecytyna oraz tłuszcz kakaowy lub inne dodatki. Najczęściej zawiera powyżej 50% produktów z miazgi kakaowej. |
|         | Mleczna  | W jej skład wchodzą również mleko lub proszek mleczny i wanilia, a zawartość kakao nie przekracza 50%. Temperatura wytwarzania wynosi 28,9–30,5 °C. Zwykle czekolada ta zawiera nie mniej niż 25% suchej masy kakaowej ogółem, 14% suchej masy mlecznej, 2,5% suchej odtłuszczonej masy kakaowej, 3,5% tłuszczu mlecznego oraz 25% tłuszczu ogółem.                                                            |
|         | Biała    | Powstała w 1930. Bez zawartości proszku kakaowego. W najlepszych czekoladach tego rodzaju jest tylko do 33% masła kakaowego. Temperatura wytwarzania to 27,9–30,5 °C. |
|         | Różowa   | Zwana również czekoladą rubinową. Wynaleziona w 2017 po 13-letniej pracy, wprowadzona do sprzedaży w 2018. Powstała ze sproszkowanych nasion kakaowca rubinowego. Jej kolor jest naturalny, do produkcji nie używa się żadnych barwników ani sztucznych aromatów. Charakteryzuje się orzeźwiającym, jagodowym smakiem oraz kremową, delikatniejszą konsystencją w porównaniu do pozostałych rodzajów czekolad. |

## Wyroby czekoladowe
Wyroby czekoladowe (w czekoladzie) rozróżniane w polskiej gastronomii:
- cukierki czekoladowe (czekoladowane) o rdzeniu miękkim,
- cukierki czekoladowe (czekoladowane) o rdzeniu z karmelków nadziewanych,
- drażetki czekoladowe (czekoladowane) o rdzeniu miękkim,
- drażetki czekoladowe (czekoladowane) pozostałe,
- wyroby wschodnie[a] czekoladowe (czekoladowane),
- herbatniki czekoladowe (czekoladowane),
- pierniki czekoladowe (czekoladowane),
- wafle czekoladowe.

## Składniki odżywcze i wpływ na organizm

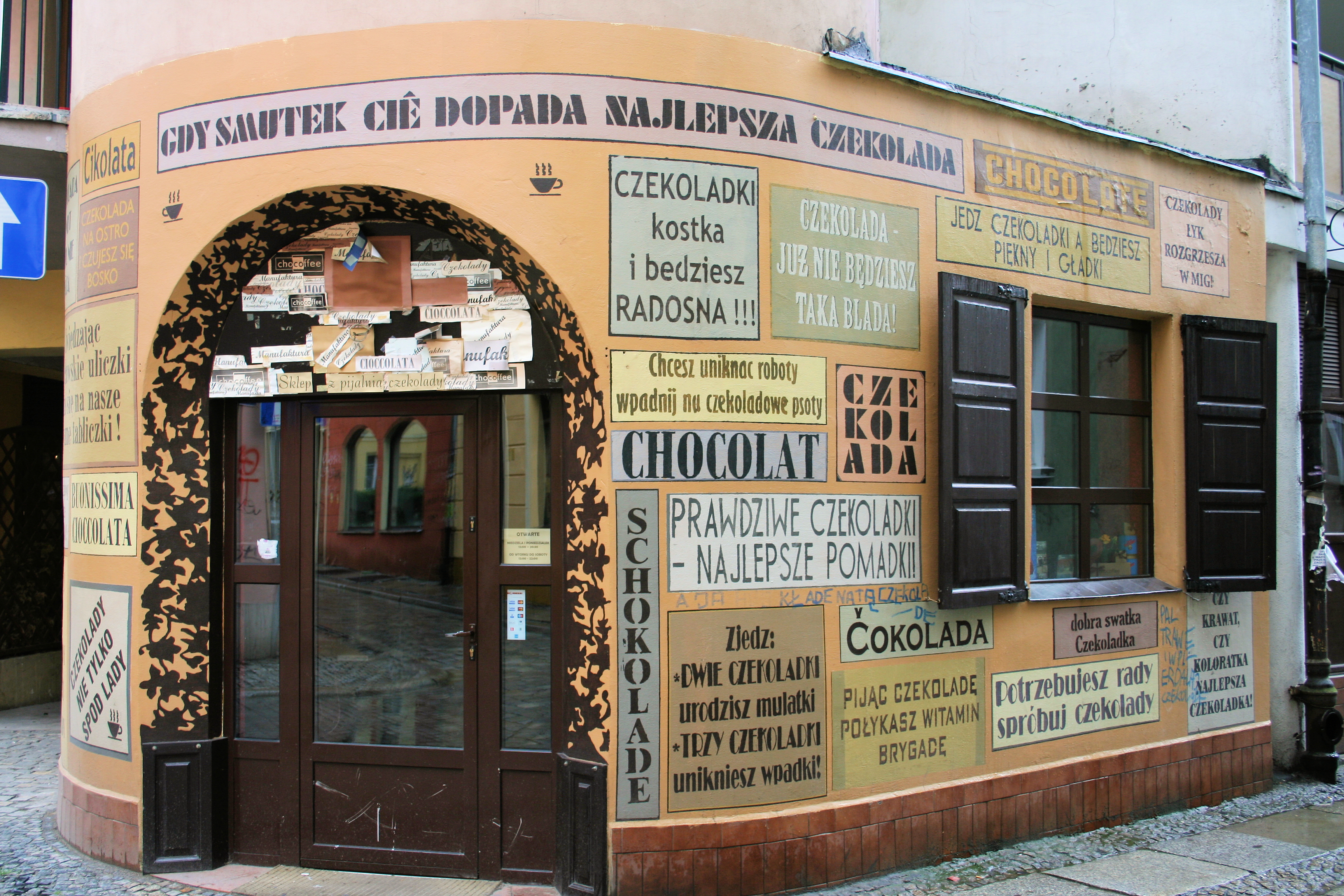
Sklep i pijalnia czekolady we Wrocławiu

Kakao i czekolada są zaliczane do produktów wysokokalorycznych, 100 g czekolady gorzkiej 99% zawierać może np.: 530 kcal, 49,0 g tłuszczu, 13,0 g białka, 8,0 g węglowodanów, a w nich 6,0 g błonnika. 
Gorzka czekolada 99% jest produktem o stosunkowo niskim indeksie glikemicznym (20) i ładunku glikemicznym (1 na 30 gramów produktu), dzięki czemu polecana jest osobom chorym na cukrzycę. Średnio 100 g czekolady mlecznej dostarcza 10 mg cholesterolu, zaś gorzka – 1 mg. Obecne w czekoladzie flawonoidy z rodziny polifenoli mogą hamować utlenianie cholesterolu LDL. Możliwe jest także, że tłuszcze zawarte w kakao i wysokiej jakości czekoladzie (niezawierającej kwasów tłuszczowych o konfiguracji trans oraz sztucznych kwasów krótko-łańcuchowych) chronią przed nowotworem piersi. Czekolada zawiera również fenyloetyloaminy (PEA) – endorfiny. Ponadto czekolada zawiera wiele wartościowych składników mineralnych, takich jak Mg, K, Ca, Mn, Cu, Zn, Fe.
Czekolada wywołuje odczucie sytości i pomaga otrzymać lepsze rezultaty w testach wytrzymałościowych. Czekolada powoduje wydzielanie endorfin, produkowanych w mózgu i rdzeniu kręgowym, poprawiających nastrój i łagodzących ból. Zbyt duże ilości spożywanej czekolady mogą prowadzić do otyłości. Dzienna dawka czekolady powinna wynosić maksymalnie 50 g.
Stwierdzono, że spożywanie czekolady w ilości do 100 g na tydzień może być związane z obniżeniem ryzyka wystąpienia chorób układu krążenia.
- Czekolada zawiera pewną ilość substancji wykazujących działanie psychoaktywne:
  - kofeina – ten sam stymulant, który zawarty jest w kawie, występujący jednak w czekoladzie w niewielkich ilościach (5–10 mg w tabliczce[18])
  - teobromina – aktywna biologicznie pochodna ksantyny, główny alkaloid charakterystyczny dla czekolady. Gorzka czekolada zawiera jej ok. 1%, mleczna od 0,1% do 0,5%.[potrzebny przypis]
  - anandamid – psychoaktywny endokannabinoid[potrzebny przypis]
  - fenyloetyloamina[potrzebny przypis]
  - teofilina[potrzebny przypis]

Czekolada jest szkodliwa dla wielu zwierząt. Organizmy koni, psów, kotów i papug nie są zdolne do metabolizmu zawartego w czekoladzie alkaloidu – teobrominy. Spożycie czekolady może powodować u nich drgawki, zawał serca, krwotok wewnętrzny, a nawet śmierć.

Przeczytaj ostrzeżenie dotyczące informacji medycznych i pokrewnych zamieszczonych w Wikipedii.

## Produkcja

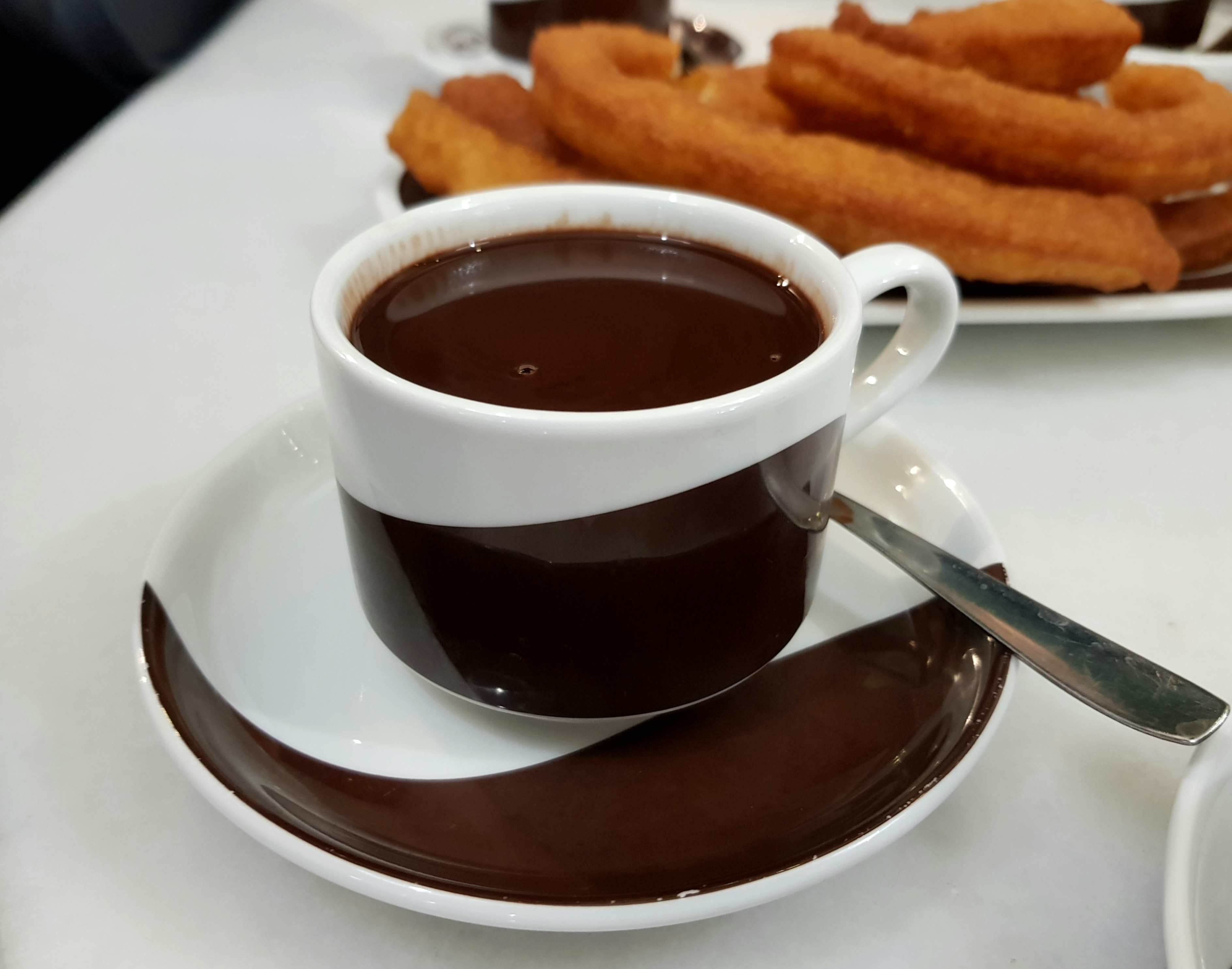
Czekolada pitna

- Czekolada pitna – ziarna kakaowca są poddawane fermentacji, suszone, a następnie oczyszczane i prażone. Następnie miażdży się ich skorupki i odsiewa je oraz usuwa zarodki. Z pokruszonych ziaren wydobywa się tłuszcz za pomocą wyciskania, wyżymania lub rozpuszczalnika. Pozostaje sucha substancja, tzw. makuchy. Zostają one rozdrobnione i wysuszone w temperaturze 20 stopni Celsjusza. Następnie przerabia się je na proszek i przesiewa. Otrzymany ciemny, aromatyczny proszek mieszany jest z cukrem i otrzymuje się czekoladę w proszku.  Osobny artykuł: czekolada pitna.

- Czekolada twarda – pokruszoną śrutę kakaową mieli się w wysokiej temperaturze. Powstaje masa zwana likierem czekoladowym. Miesza się ją i rozgniata, aż powstanie miałka i tłusta substancja, puszysta, o aksamitnej gładkości. Poddawana jest ona konszowaniu – mieszaniu i rozcieraniu na sucho. Dzięki temu staje się bardziej plastyczna, zmniejsza się jej wilgotność i znikają resztki kwasowości. Pod koniec procesu konszowania dodaje się masło kakaowe i ewentualnie lecytynę. Cały czas masa jest łagodnie podgrzewana do odpowiedniej temperatury (80-85 stopni dla czekolady gorzkiej, 55-60 stopni dla czekolady mlecznej). Następnie czekoladę się powoli schładza, aby tłuszcz kakaowy jednolicie się skrystalizował.  Osobny artykuł: tempering. Odpowiednio schłodzona (ale płynna) masa jest wlewana do form. W tunelu chłodniczym, w temperaturze około 6-7 stopni czekolada stygnie i krzepnie, kurcząc się w formach. Ostatnim etapem produkcji jest wybicie tabliczek z form i zapakowanie.